# Solenostoma rufiflorum
Solenostoma rufiflorum là một loài rêu tản trong họ Jungermanniaceae. Loài này được (Colenso) J.J. Engel mô tả khoa học lần đầu tiên năm 2007.